# Deserto di Paran
Il deserto del Paran, (in inglese chiamato anche Wilderness of Paran; ebraico מדבר פארן Midbar Par'an), è una località citata nella Bibbia, ma oggi identificata in diverso modo. Una di queste è situata nel Negev e prende il suo nome dallo uadi Paran, un corso d'acqua a carattere torrentizio, che lo attraversa.
A dispetto della mancanza di prove archeologiche, questo potrebbe essere il luogo in cui gli Israeliti dovettero aver trascorso parte dei 40 anni accampati nel deserto, una volta fuggiti dall'Egitto. L'Antico Testamento narra inoltre di come re Davide avesse passato un certo tempo nella desolazione del Paran dopo che Samuele era morto; vi avrebbe vissuto Agar, schiava egizia con cui Abramo, su richiesta di Sara, aveva avuto un figlio, Ismaele: per gelosia Sara aveva poi fatto scacciare da Abramo madre e figlioletto.

## Geografia
Il deserto del Paran è oggi la valle di Mecca nello Hijaz (Arabia Saudita) tuttavia gli studiosi biblici ritengono che l'antico  deserto di Paran biblico debba trovarsi in una località molto più vicina a Israele. Vi sono tre possibilità:
- Una zona del deserto del Negev che andava presumibilmente da Beer Karkom fino a Ein Kuderait, nell'area di Cades. Nel suo comprensorio si trovava anche Har Karkom[3][4], da taluni studiosi considerato il Monte Sinai della Bibbia[5][6]. Le attuali carte topografiche posizionano pertanto il deserto di Paran[7] in Israele, subito a nord del Golfo di Aqaba, tra Eilat e Mitzpe Ramon, ai piedi del versante meridionale di Har Karkom.
- Una zona nei pressi del monte Sinai, cioè nel sud della penisola. Qui si trova il Wadi Feiran, chiamato Paran dal geografo antico Claudio Tolomeo.[8] Il deserto si estenderebbe verso Eilat, lungo la sponda occidentale del Golfo di Aqaba.
- Una zona nel nord-ovest dell'Arabia Saudita immediatamente al di là del golfo di Aqaba. In questa eventualità il monte Sinai biblico verrebbe identificato con il monte Jabal Maqla,  il "monte bruciato", 7 km a sud del più elevato Jabal al Lawz.

Alla voce Paran l'Enciclopedia Biblica riporta che Paran è in Arabia citando Eusebio e Girolamo, secondo i cui scritti "Paran è nella parte meridionale dell'Arabia, dove si trovano i Saraceni (arabi)". Dato che nella geografia antica la Arabia Deserta comincia immediatamente a sud della Arabia Nabataea, queste opinioni non sono in grado di indicare se per i padri della chiesa il Paran si trovasse nel nord dell'Arabia Saudita o nei pressi di Mecca.

## Storia
Gli abitanti e proprietari delle terre del deserto del Paran erano tribù amalechite: beduini, seminomadi, armati soltanto con armi leggere, privi di un esercito professionale. Il giorno successivo all'arrivo degli Ebrei, durante l'esodo biblico, gli Amalechiti li attaccarono considerandoli invasori in quanto avevano abbandonato la pista principale - considerata a quel tempo zona franca - e si erano inoltrati su una pista locale con l'intento di colonizzare quelle terre. Ne nacque una violenta battaglia che condusse alla vittoria gli ebrei e al completo sterminio gli Amalechiti (Esodo 17,1-14).

## Citazioni bibliche
"Il bambino [Ismaele] crebbe e fu svezzato e Abramo fece un grande banchetto quando Isacco fu svezzato. Ma Sara vide che il figlio di Agar l'Egiziana, quello che essa aveva partorito ad Abramo, scherzava con il figlio Isacco. Disse allora ad Abramo: «Scaccia questa schiava e suo figlio, perché il figlio di questa schiava non deve essere erede con mio figlio Isacco». La cosa dispiacque molto ad Abramo per riguardo a suo figlio. Ma Dio disse ad Abramo: «Non ti dispiaccia questo, per il fanciullo e la tua schiava: ascolta la parola di Sara in quanto ti dice, ascolta la sua voce, perché attraverso Isacco da te prenderà nome una stirpe. Ma io farò diventare una grande nazione anche il figlio della schiava, perché è tua prole». Abramo si alzò di buon mattino, prese il pane e un otre di acqua e li diede ad Agar, caricandoli sulle sue spalle; le consegnò il fanciullo e la mandò via. Essa se ne andò e si smarrì per il deserto di Bersabea. Tutta l'acqua dell'otre era venuta a mancare. Allora essa depose il fanciullo sotto un cespuglio e andò a sedersi di fronte, alla distanza di un tiro d'arco, perché diceva: «Non voglio veder morire il fanciullo!». Quando gli si fu seduta di fronte, egli alzò la voce e pianse. Ma Dio udì la voce del fanciullo e un angelo di Dio chiamò Agar dal cielo e le disse: «Che hai, Agar? Non temere, perché Dio ha udito la voce del fanciullo là dove si trova. Alzati, prendi il fanciullo e tienilo per mano, perché io ne farò una grande nazione». Dio le aprì gli occhi ed essa vide un pozzo d'acqua. Allora andò a riempire l'otre e fece bere il fanciullo. E Dio fu con il fanciullo, che crebbe e abitò nel deserto e divenne un tiratore d'arco. Egli abitò nel deserto di Paran e sua madre gli prese una moglie del paese d'Egitto." (cfr. Genesi 21,8-21)
"Queste sono le parole che Mosè rivolse a tutto Israele oltre il Giordano, nel deserto, nella valle dell`Araba, di fronte a Suf, tra Paran, Tofel, Laban, Cazerot e Di-Zaab."  (Deuteronomio 1,1)
"Gli Israeliti partirono dal deserto del Sinai secondo il loro ordine di marcia; la nube si fermò nel deserto di Paran."  (Numeri 10,12)
"Maria dunque rimase isolata, fuori dell'accampamento sette giorni; il popolo non riprese il cammino, finché Maria non fu riammessa nell'accampamento. Poi il popolo partì da Caserot e si accampò nel deserto di Paran. Il Signore disse a Mosè:  «Manda uomini a esplorare il paese di Canaan che sto per dare agli Israeliti. Mandate un uomo per ogni tribù dei loro padri; siano tutti dei loro capi». Mosè li mandò dal deserto di Paran, secondo il comando del Signore; quegli uomini erano tutti capi degli Israeliti." (Numeri 12:15,13:3)
"Alla fine di quaranta giorni tornarono dall'esplorazione del paese e andarono a trovare Mosè e Aronne e tutta la comunità degli Israeliti nel deserto di Paran, a Kades; riferirono ogni cosa a loro e a tutta la comunità e mostrarono loro i frutti del paese." (Numeri 13:25,13:26)
"Samuele morì, e tutto Israele si radunò e lo pianse. Lo seppellirono presso la sua casa in Rama. Davide si alzò e scese al deserto di Paran." (I libro di Samuele 25,1)
"Essi partirono da Madian e andarono a Paran; presero quindi con sé degli uomini di Paran e giunsero in Egitto dal Faraone, re d'Egitto, il quale diede a Hadad una casa, gli assicurò il sostentamento e gli diede anche terreni." (I libro dei Re 11,18)